# Neverball
Neverball est un jeu vidéo 3D libre proche des célèbres jeux Super Monkey Ball ou Marble Madness. La principale originalité de ce jeu est qu'on contrôle le plateau de jeu sous la balle et non la balle elle-même. En utilisant la souris (ou une manette de jeu, une trackball, ...), on incline le plateau afin de diriger la balle et de l'amener vers l'objectif. Des obstacles et des trous rendent la tâche plus ardue.
Le jeu fonctionne sous Linux, FreeBSD, Mac OS X et Windows.

## Principe
Pour sortir de chaque niveau, il faut tout d'abord activer la sortie en récupérant un certain nombre de pièces. Il existe différents types de pièces : les jaunes ont une valeur de 1, les rouges 5 et les bleues 10.
Un mode "Challenge" est proposé au joueur, dans lequel on commence toujours au premier niveau de la collection, avec 3 balles (vies), et récupérer 100 pièces permet d’obtenir une vie supplémentaire.
Le mode "Challenge" permet de débloquer des niveaux bonus.
La version actuelle (1.5.0) contient 141 niveaux regroupés en 6 collections. Les 3 premières collections permettent au joueur d’apprendre à bien contrôler la balle. Les trois autres offrent une difficulté accrue.
Trois comportements différents de caméra sont à votre disposition, afin de mieux contrôler la balle. La première (touche F1) suit de proche la balle, en fonction de sa direction, la seconde (touche F2) suit d’un peu plus loin ses mouvements et la troisième (touche F3) est fixe. Les boutons gauche et droite de la souris permettent de faire tourner manuellement la caméra.

## Plus loin dans le jeu
- Neverball propose d’autres défis comme récupérer le maximum de pièces en un minimum de temps ou tout simplement finir le niveau le plus vite possible. Des tables de records à battre sont présentes pour les temps comme pour les pièces.
- Grâce à GtkRadiant, il est possible de faire ses propres niveaux.
- Neverball est fourni avec un jeu de mini-golf, utilisant le même moteur 3D : Neverputt. Les niveaux du mini-golf sont aussi accessibles à partir de Neverball.

## Galerie

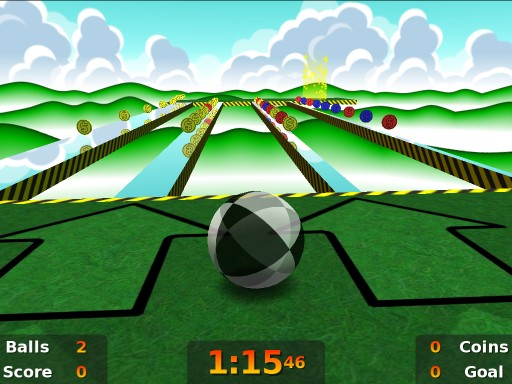
Choisir le bon chemin
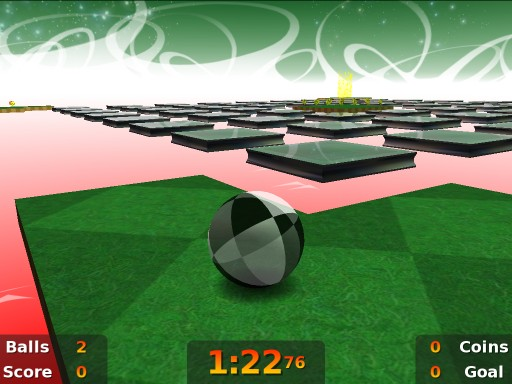
Ne pas tomber dans l'eau
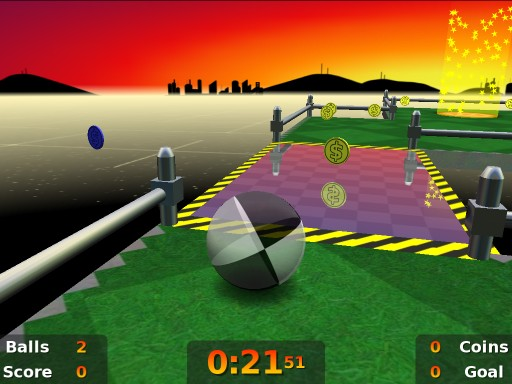
Passer au bon moment sur la plate-forme mobile
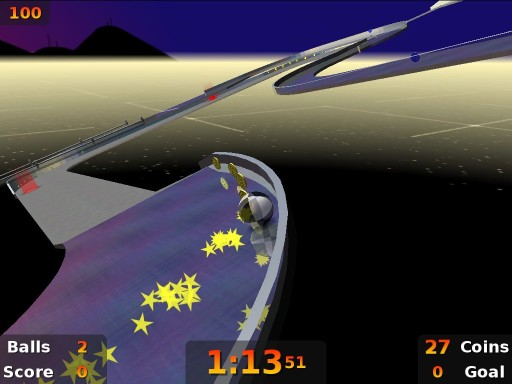
Négocier les virages